# Tergnier
Tergnier è un comune francese di 14 562 abitanti situato nel dipartimento dell'Aisne della regione dell'Alta Francia.

## Amministrazioni
Nel 1991 ha incorporato il comune di Quessy.

## Società

### Evoluzione demografica
Abitanti censiti